# 霍蘭 (阿肯色州)
霍蘭（英語：Holland）是一個位於美國阿肯色州福克納縣的城市。

## 地理
霍蘭的座標為35°09′28″N 92°16′50″W / 35.15778°N 92.28056°W，而該地的平均海拔高度為113米（即371英尺）。

## 人口
根據2020年美國人口普查的數據，霍蘭的面積為17.43平方千米，皆為陸地。當地共有人口586人，而人口密度為每平方千米33人。